# John Robertson Duigan

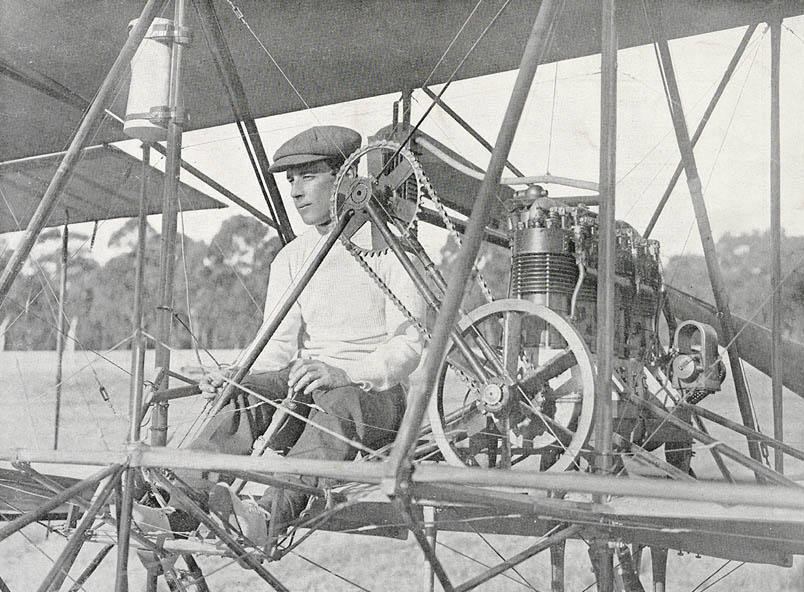
John Duigan za sterami swojego pierwszego samolotu

John Robertson Duigan (ur. 31 maja 1882 w Terang, zm. 11 czerwca 1951 w Melbourne) – australijski pionier lotnictwa, konstruktor pierwszego australijskiego samolotu, w 1910 pierwszy Australijczyk, który odbył lot samolotem. W czasie I wojny światowej Duigan służył w Australian Flying Corps i otrzymał Military Cross za odwagę.

## Życiorys
Urodził się 31 maja 1882 w Terang w Wiktorii, był najstarszym z pięciorga dzieci. Około 1889 jego rodzina przeniosła się do Melbourne, gdzie Duigan uczęszczał do Brighton Grammar School, po zdaniu matury w 1901 Duigan postanowił studiować w Wielkiej Brytanii. Do Londynu przybył w grudniu 1901, gdzie studiował elektrotechnikę i inżynierię mechaniczną w Finsbury College. Po powrocie do Australii zamieszkał na farmie Spring Plains w pobliżu Mia Mia w Wiktorii, gdzie wraz z młodszym bratem Reginaldem (ur. 1889) rozpoczął w 1908 eksperymenty z latającymi maszynami cięższymi od powietrza.
Duigan zaprojektował swój samolot, nazywany po prostu dwupłatowcem Duigana (Duigan biplane), bazując częściowo na francuskiej konstrukcji Farman III z 1909.  Dwupłatowy samolot miał konstrukcję drewnianą, rozpiętość skrzydeł wynoszącą 10,5 m i napędzany był 4–cylindrowym silnikiem o mocy 25 KM ze śmigłem pchającym.
Pierwszy bardzo krótki lot samolotu (zaledwie 20 metrów) odbył się 16 lipca 1910, ale sam Duigan za swój pierwszy prawdziwy lot uważał 178–metrowy, kontrolowany lot z 7 października 1910, niemniej to 16 lipca jest obecnie obchodzony jako symboliczna data pierwszego lotu australijskiego samolotu.
W 1911 Duigan ponownie udał się go Wielkiej Brytanii gdzie wspólnie z Alliottem Roe zaprojektował i zbudował Avro Duigan 1911 (bazujący na wcześniejszym Avro Type D).  Do Australii powrócił pod koniec 1912 gdzie zbudował nową wersję Avro Duigan 1911 wykorzystującą silnik z oryginalnej konstrukcji. W czasie pierwszego lotu nowego samolotu 17 lutego 1913 został on porwany nagłym podmuchem wiatru i przewrócony na grzbiet, poważnie przy tym raniąc Duigana. W listopadzie 1913 Duigan poślubił Kathleen Rebecca Corney i wraz z Horace’em Johnem White'em założył firmę White & Duigan, specjalizującą się w naprawie silników samochodowych i zakładaniu instalacji elektrycznych.
Po wybuchu I wojny światowej Duigan wstąpił na ochotnika do Australian Flying Corps, gdzie służył w No. 2 Squadron. We wrześniu 1918 został odznaczony Military Cross za „odwagę i poświęcenie”.
Do Melbourne powrócił w 1919, w tym samym roku odsprzedał swoją część firmy. W 1920 przekazał jego pierwszy samolot do Industrial & Technological Museum z Melbourne. W 1928 przeniósł się do Yarrawonga, gdzie otworzył warsztat samochodowy. W 1940 Duigan przeżył zawał serca, rok później ponownie sprzedał swój biznes i powrócił do Melbourne, gdzie pracował w Aeronautical Inspection Directorate należącym do RAAF-u. Pod koniec lat 40. jego stan zdrowia znacznie się pogorszył, w 1950 wykryto u niego raka. Zmarł w domu 11 czerwca 1951.